# Vreni Spoerry
 (septembre 2023).
Si vous disposez d'ouvrages ou d'articles de référence ou si vous connaissez des sites web de qualité traitant du thème abordé ici, merci de compléter l'article en donnant les références utiles à sa vérifiabilité et en les liant à la section « Notes et références ».
Vreni Spoerry-Toneatti, née le 8 mars 1938 à Zurich et morte le 29 mai 2025, est une personnalité politique suisse, membre du Parti radical-démocratique.

## Biographie
Après avoir suivi ses études à Rapperswil, elle obtient une licence en droit.
De 1985 à 2004, elle est vice-présidente de la chambre de commerce de Zurich et occupe de nombreux postes dans des conseils d'administration : elle siège ainsi entre 1992 et 2004 dans celui du de Nestlé et, de 1998 à 2001, dans celui de Swissair.
Politiquement, elle est tout d'abord élue communale à Horgen entre 1978 et 1986, puis membre du Conseil d'État du canton de Zurich de 1979 à 1983. De 1983 à 1996, elle siège également au Conseil national et, de 1996 à 2003, au Conseil des États.

## Liens avec l'armée secrète P26
En août 1990, son nom est révélé par l'émission de la télévision alémanique 10/10 comme l'un des cinq membres du « Conseil de résistance ». Il s'agit d'un groupe de parlementaires qui, hors de tout mandat du parlement, aurait servi d'organe consultatif pour le chef de l'État-Major de l'armée en cas de mobilisation de l'armée secrète P26. Les noms de deux autres membres du groupe sont révélés dans la même émission : Jacques-Simon Eggly (PLS/GE) et Jakob Schönenberger (PDC/SG). Le représentant de l'UDC n'est pas identifié. Le zurichois Sepp Stappung (PSS/ZH) a lui admis publiquement faire partie de ce groupe en mars 1990.

## Sources
1. ↑  www lemanbleu ch, Léman Bleu Télévision, « L'ancienne politicienne zurichoise Vreni Spoerry n'est plus », sur www.lemanbleu.ch (consulté le 11 juin 2025)
2. ↑  "Il était une fois l'armée secrète suisse", "Temps Présent", RTS.ch, 21 décembre 2017.
3. ↑  Dépêche de l'ATS du 22 août 1990 à la suite de l'émission 10/10 du 21 août 1990

- « Biographie de Vreni Spoerry », sur le site de l'Assemblée fédérale suisse.

- (de) Cet article est partiellement ou en totalité issu de l’article de Wikipédia en allemand intitulé « Vreni Spoerry » (voir la liste des auteurs).